# Schiffergesellschaft
Eine Schiffergesellschaft ist ein Zusammenschluss von Seefahrern zum Zwecke des gegenseitigen Schutzes, des Zusammenhaltes und der sozialen Absicherung von Hinterbliebenen. Schiffergesellschaften wurden mit Beginn der seefahrenden Hanse häufig zunächst als Bruderschaften unter dem Patronat eines namensgebenden Heiligen gegründet.
Die vermutlich älteste ist die Danziger Schifferzunft, deren Vorgänger zum ersten Male in einem Dokument vom 4. März (Estomihi) 1386 urkundlich erwähnt wurde und die eine Korporation von Kapitänen, qualifizierten Seeleuten und vermutlich auch Reedern aus Danzig war. 1481 wurde sie als Danziger Schiffergesellschaft weitergeführt.
Es folgten, ohne Anspruch auf Vollständigkeit:
- 1401 die Schiffergesellschaft in Lübeck, zunächst als St.-Nikolaus-Bruderschaft gegründet
- 1416 die Schiffergesellschaft Riga
- 1443 St. Ursula-Bruderschaft zu Hamburg, ab 1492 St. Annenbruderschaft, ab 1522 Schiffergesellschaft
- 1488 die zuerst als St. Marienbruderschaft der Schiffer in Stralsund gegründete Schiffercompagnie
- 1495 die Clemens-Bruderschaft zu Emden
- 1545 der Seefahrtshof in Bremen, heute Stiftung „Haus Seefahrt“ in Bremen
- 1556 die Kaufleute- und Schifferbrüderschaft Stade
- 1566 die Schiffergesellschaft Rostock
- 1571 die Sønderburg Skipperlaug
- 1580 das Flensburger Schiffergelag, seit 1390: St. Marien Kaufmannsgilde
- 1595 die Schiffergesellschaft Wismar
- 1634 die Skipperlav København
- 1662/1732 die Sjökaptens-Societeten i Stockholm
- 1731 die Åpenrå Skipperlav
- 1743 die Uekermünder Seeschiffer-Compagnie
- 1795 die Greifswalder Schiffergesellschaft
- 1883 Göteborgs Fartygs-Befälhavare Förening
- 1888 Marstal Skipper Forening af 1888
- 1893 Ålands Skeppsbefälhafvare-Förening

Außerdem gab es noch Schiffergesellschaften in Stendal, Stettin, Burg auf Fehmarn, Haderleben, Husum, Kappeln und Arnis. 
Vielen gemeinsam war die Institution des jährlichen Schaffermahles und die Funktion des Aldermanns als Vorsitzendem.